# Lubień
Lubień è un comune rurale polacco del distretto di Myślenice, nel voivodato della Piccola Polonia.
Ricopre una superficie di 75,01 km² e nel 2004 contava 9 200 abitanti.